# 第12特務旅団 (ウクライナ国家親衛隊)
第12特務旅団（だい12とくむりょだん、ウクライナ語: 12-та бригада оперативного призначення）は、ウクライナ国家親衛隊に存在していた旅団。東部作戦地域司令部隷下であった。

## 概要

### ソ連国内軍
1990年1月18日、ソ連国内軍の第129独立特殊自動車化警察大隊としてウクライナ・ソビエト社会主義共和国ドネツィク州マリウポリで創設された。

### ウクライナ国家親衛隊/ウクライナ国内軍
1992年1月、ソビエト連邦の崩壊とウクライナの独立で創設されたウクライナ国家親衛隊に編入し、第4師団隷下の第10独立大隊に改編された。
1995年1月、ウクライナ国内軍に編入し、第17独立特殊自動車化警察大隊に改編された。

### ドンバス戦争

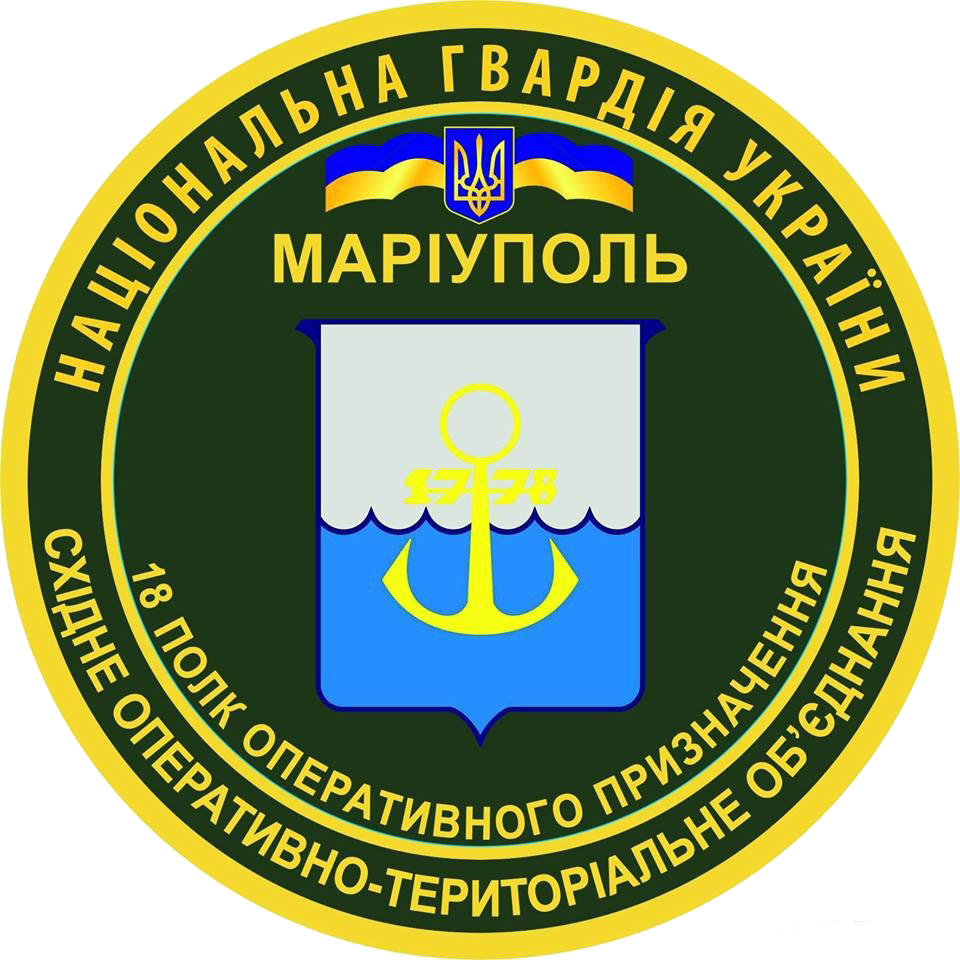
ウクライナ国家親衛隊第18特務連隊

2014年3月、ウクライナ国内軍の廃止で創設されたウクライナ国家親衛隊に編入した。
2014年4月、ドンバス戦争で東部ドネツィク州マリウポリに配備され、ドンバスの親ロシア派分離主義勢力のドネツク人民共和国を撃退した。
2014年11月、特殊任務巡回警察のアゾフ連隊が配属され、部隊増強に伴い、第18特務連隊に改編された。
2015年4月、第2特務大隊ドンバスが配属された。
2016年9月、ドンバス大隊が第15独立連隊隷下に転属した。
2018年3月24日、ペトロ・ポロシェンコ大統領から、名誉称号「ドミトロ・ヴィシネヴェツキー」を授与された。
2019年10月、部隊増強に伴い、第12特務旅団に改編された。

### ロシアのウクライナ侵攻

#### 東部・マリウポリ戦線
2022年2月24日、ロシアのウクライナ侵攻では、南東部の要衝とされる東部ドネツィク州マリウポリに配備され、ウクライナ海軍の第36独立海軍歩兵旅団、ウクライナ陸軍の第56独立自動車化歩兵旅団、ウクライナ国家親衛隊のアゾフ連隊隷下の第1大隊、戦車中隊と合同でマリウポリ市内の防衛任務に就いた。アゾフ連隊の第2大隊は北部キーウ州キーウに配備され、その後は東部ドンバスのどこかで戦っていた。
国境警備隊や警察官と共に港湾地区で戦闘していたが、2022年4月20日、工業地区で戦闘していた第36独立海軍歩兵旅団、アゾフ連隊と合流し、アゾフスタリ製鉄所を拠点に、マリウポリの防衛任務を継続した。
2022年5月16日、ロシア国防省がアゾフスタリ製鉄所の負傷兵の避難に合意したと発表し、ウクライナ軍参謀本部も「マリウポリの守備隊は司令部が命じた全ての任務を完遂した」と発表し、マリウポリの守備隊に撤退を命令した。ウクライナ国防省は人道回廊が設置され、53名の負傷兵を含む、260名以上のウクライナ兵が製鉄所から避難したと発表した。ただし、投降した捕虜扱いでロシア軍の支配地域に移送された。
2022年10月27日、ウォロディミル・ゼレンスキー大統領から、勇気と勇敢さに対する栄誉賞を授与された。
2023年1月、アゾフ連隊が部隊増強で第12特務旅団 アゾフに改編され、第12特務旅団の旅団番号を継承したことで再編されずに解隊された。

## 編制
- 旅団司令部（マリウポリ）
- 第1パトロール大隊
- アゾフ特殊作戦分遣隊（マリウポリ）
- 特別パトロール中隊
- 小銃中隊（予備役）

## ギャラリー

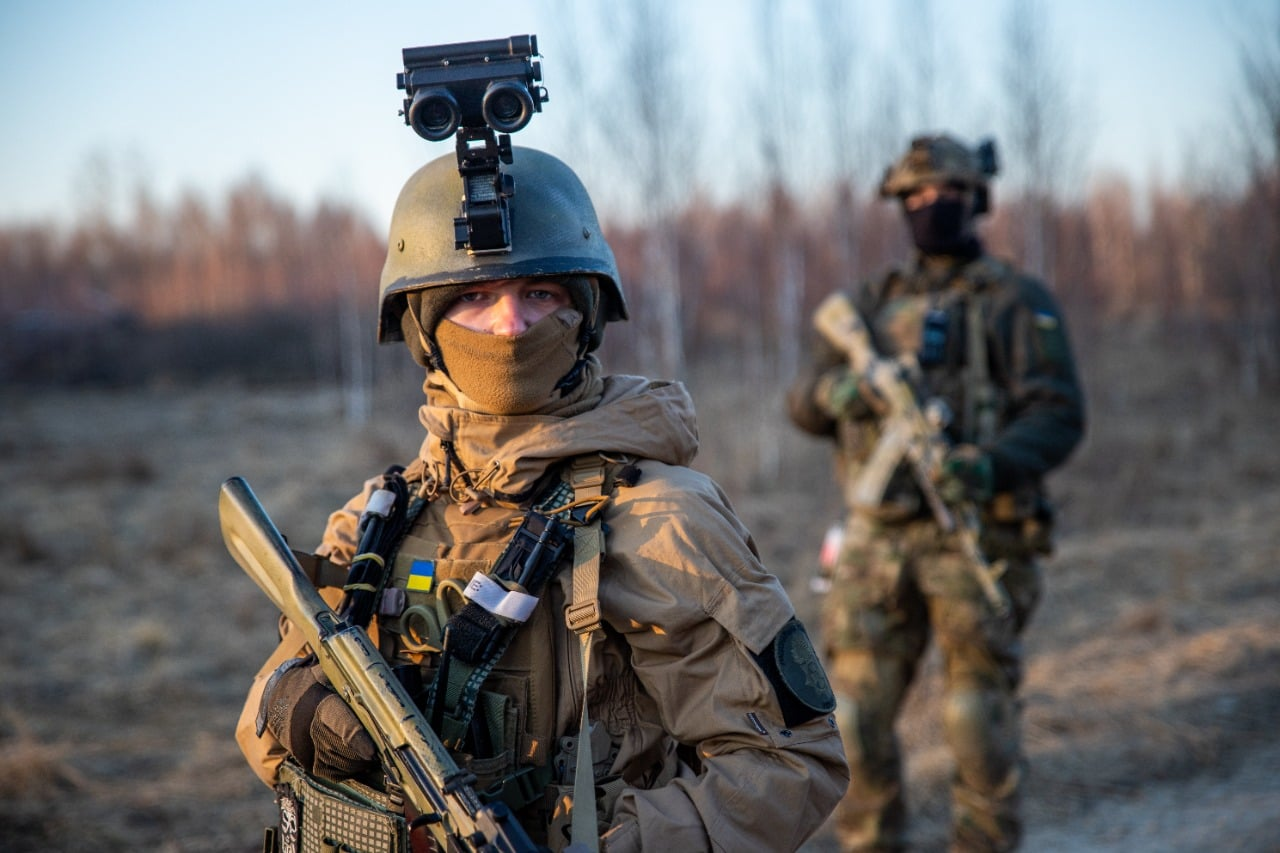
国家親衛隊の隊員
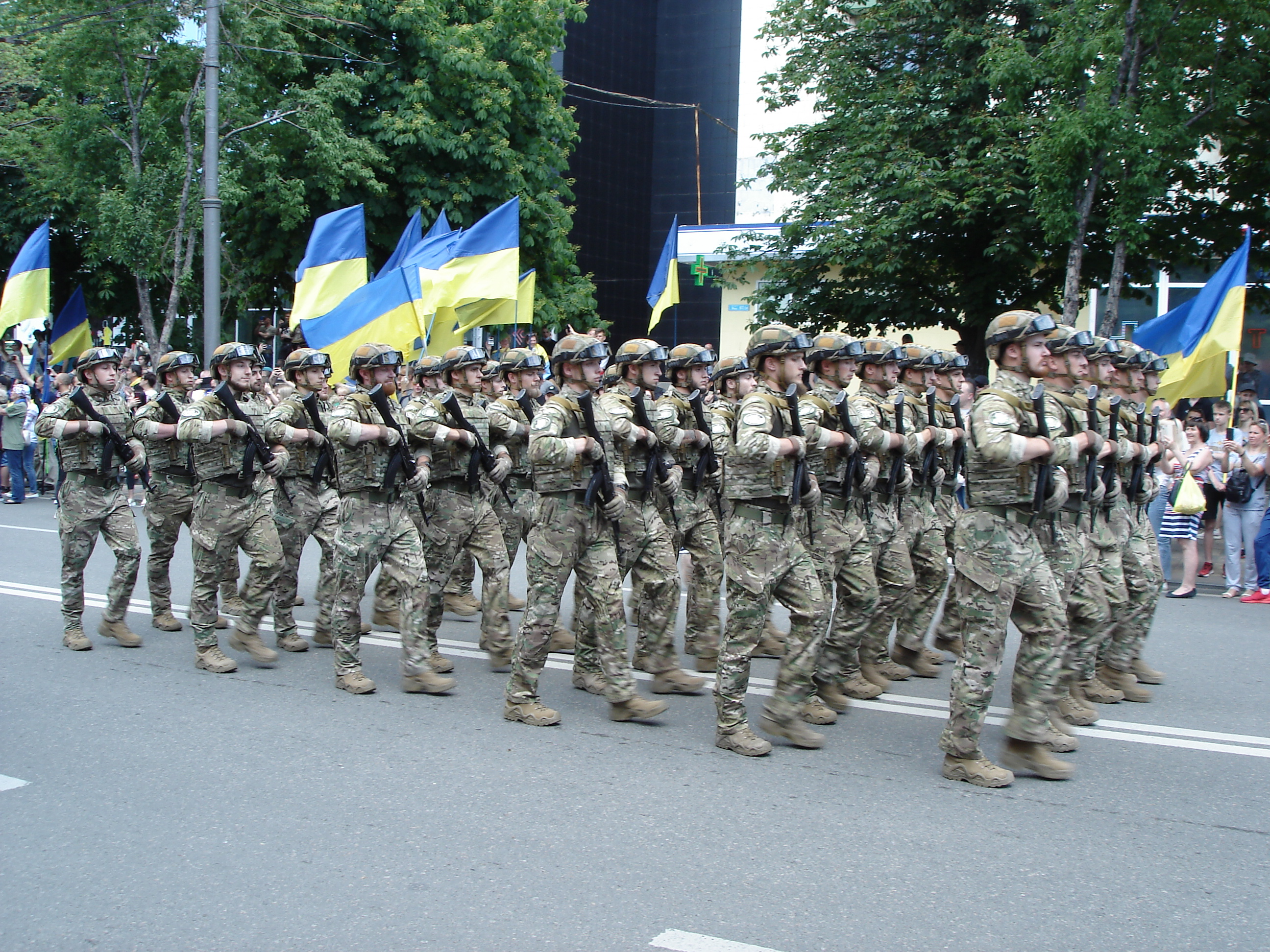
アゾフ連隊の隊員
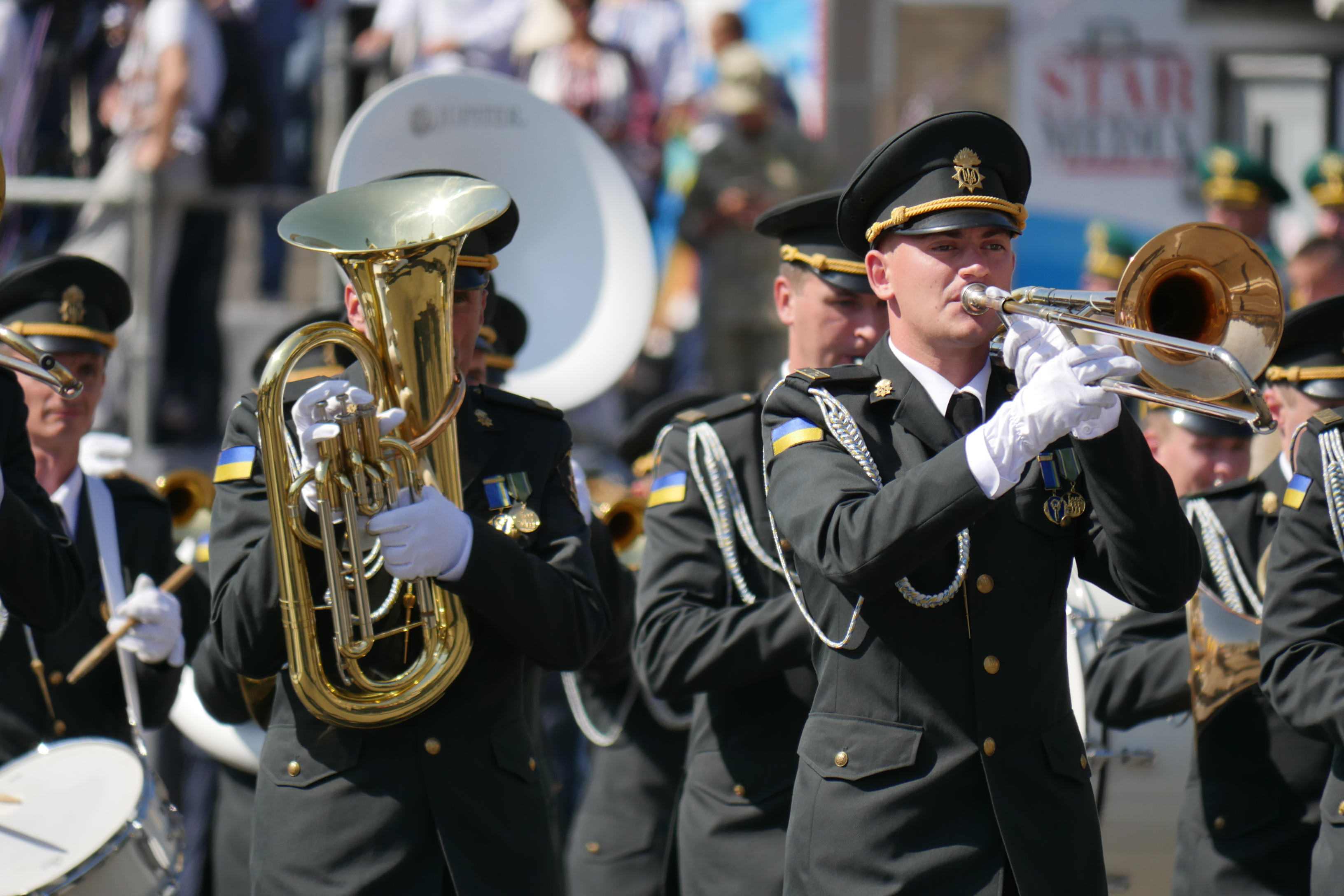
国家親衛隊の軍楽隊
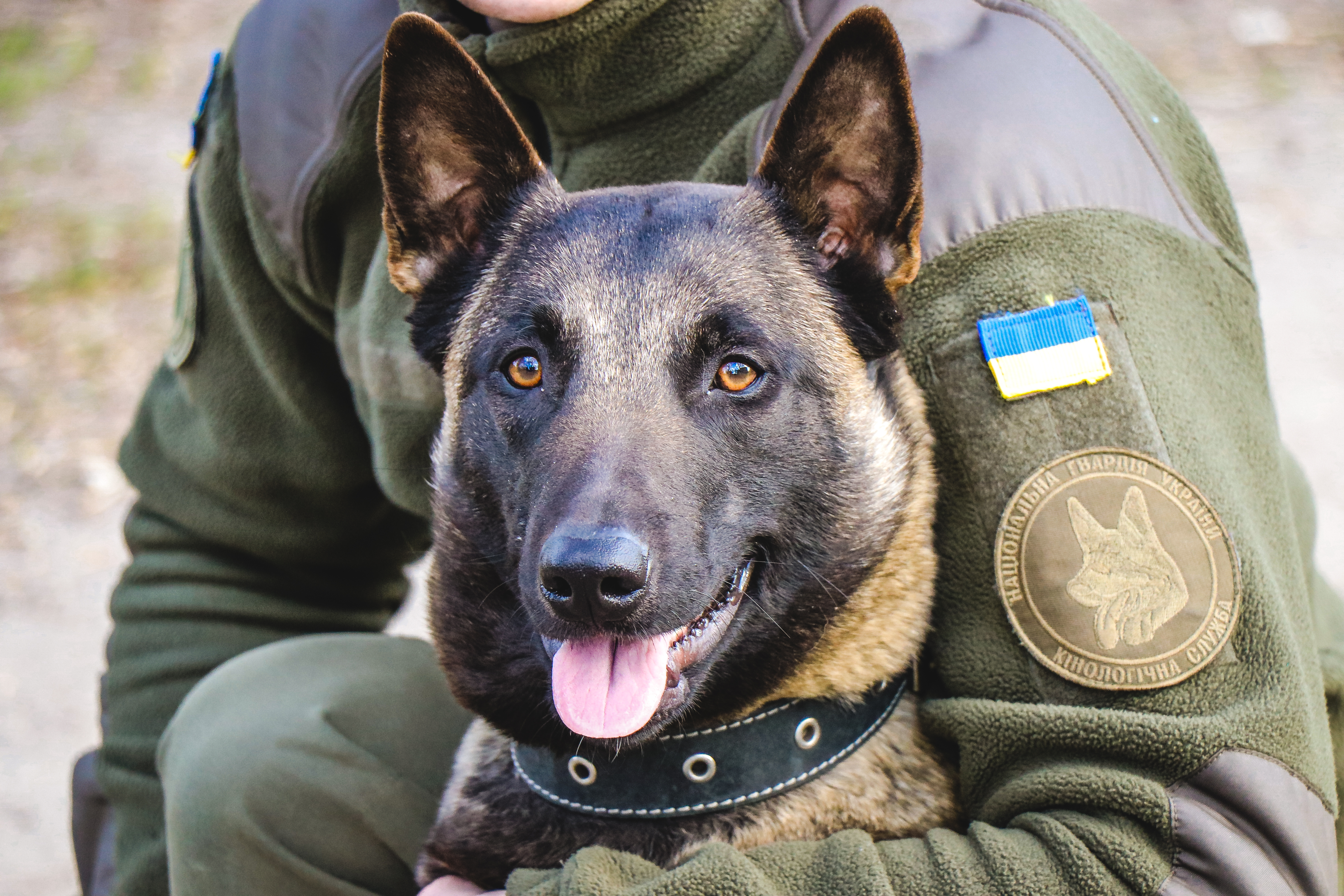
国家親衛隊の警察犬